# Arja vas
Arja vas – wieś w Słowenii, w gminie Žalec. W 2018 roku liczyła 507 mieszkańców.